# ボヴォレンタ
ボヴォレンタ（伊: Bovolenta）は、イタリア共和国ヴェネト州パドヴァ県にある、人口約3,400人の基礎自治体（コムーネ）。

## 地理

### 位置・広がり
パドヴァ県南東部のコムーネ。県都パドヴァから南南東へ15km、ロヴィーゴから北北東へ26km、キオッジャから西北西へ27km、州都ヴェネツィアから西南西へ35kmの距離にある。

#### 隣接コムーネ
隣接するコムーネは以下の通り。
- ブルージネ
- カンディアーナ
- カルトゥーラ
- カザルセルーゴ
- ポルヴェラーラ
- ポンテロンゴ
- テッラッサ・パドヴァーナ

### 気候分類・地震分類
ボヴォレンタにおけるイタリアの気候分類 (it) および度日は、zona E, 2383 GGである。
また、イタリアの地震リスク階級 (it) では、zona 3 (sismicità bassa) に分類される。